# Nikon F5
Le Nikon F5 (1996-2004) est un appareil photographique reflex mono-objectif professionnel construit entièrement en métal, de construction monobloc. Il est le dernier reflex Nikon à disposer d'un viseur interchangeable. Il est le second Nikon de la série professionnelle F à utiliser la mesure matricielle de la lumière (après le Nikon F4) et le premier à être équipé de la cellule RVB qui « voit » en couleurs. Ce système a été repris sur le Nikon D1 puis sur le Nikon F6 puis sur tous les modèles numériques (à l'exception du Nikon D100), que ce soit dans sa forme d'origine ou décliné en version simplifiée sur les modèles économiques. Le boîtier du F5 a été utilisé par Kodak comme base pour certains de ses reflex numériques, avant que la firme n'abandonne finalement ce créneau.
En 1999, Nikon produira le Nikon F100, boîtier semi-professionnel dérivé du Nikon F5.

## Principales caractéristiques
- Modes M, A, S et P.
- Autofocus ultra rapide.
- Vitesse d'obturation 1/8000 s.
- Mesure matricielle de l'exposition sur 1005 zones couleur.
- Mesure TTL au flash.
- 24 fonctions spécialisées.
- Testeur de profondeur de champ.
- Viseur interchangeable.

## Accessoires
- Bloc d'accumulateurs Ni-Mh MN-30. Permet d'améliorer les performances de l'appareil avec, entre autres, une cadence portée à huit vues par seconde et le rembobinage d'une pellicule 36 poses en quatre secondes.
- Dos multi contrôle MF-28. Permet d'imprimer diverses données sur le film (9 modes différents), intervallomètre, pose longue, déclenchement automatique quand la mise au point est bonne, bracketing automatique, contrôle du flash et compteur de vues.
- Télécommande infrarouge ML-3.
- Télécommande optique ML-2.
- Verres de visée.
- Viseur multi-mesure DP-30, augmente les possibilités de mesure de la lumière.
- Viseur sportif AE DA-30.
- Viseur de poitrine DW-30.
- Ampliviseur 6x DW-31. pour la macro et la photo-micrographie.
- Sac CF-53 ou CF-54[1].